# Kofi Annan

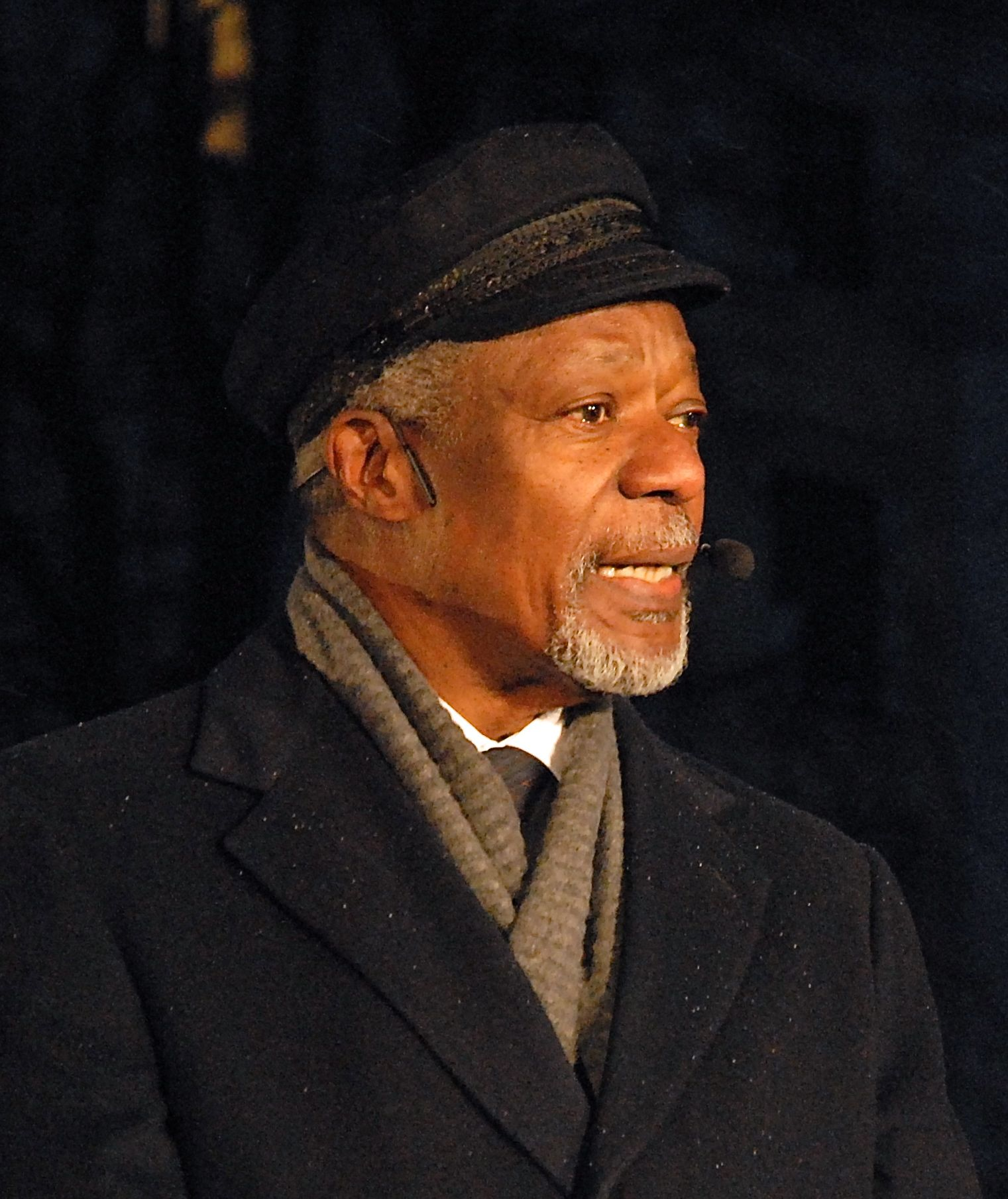
Kofi Annan talar på Raoul Wallenbergs torg i Stockholm på Förintelsens minnesdag den 27 januari 2012 och 100 år sedan Raoul Wallenberg föddes.

Kofi Atta Annan (/ˈkoʊfi ˈænæn/;), född 8 april 1938 i Kumasi i den brittiska kronkolonin Guldkusten (idag Ghana), död 18 augusti 2018 i Bern i Schweiz, var en ghanansk diplomat.
Annan var Förenta nationernas generalsekreterare under perioden 1 januari 1997 till 31 december 2006.
År 2001 delade Kofi Annan Nobels fredspris med Förenta nationerna för deras arbete för att skapa en "bättre organiserad och fredligare värld".

## Biografi
Namnet Kofi betyder att han föddes en fredag.

### Karriär
Annan hade en ekonomisk och administrativ utbildning från amerikanska universitet.
Den 13 december 1996 valdes han till FN:s sjunde generalsekreterare av säkerhetsrådet, vilket bekräftades av generalförsamlingen fyra dagar senare. När Annan den 1 januari 1997 tillträdde posten blev han den första generalsekreterare som hämtats inifrån organisationen. Han hade tjänstgjort på olika uppdrag inom Förenta nationerna sedan 1962, bland annat som biträdande generalsekreterare med ansvar för FN:s fredsbevarande operationer mellan 1993 och 1996. Annan var USA:s kandidat till generalsekreterare och valdes efter att USA hade stoppat ett omval av hans företrädare Boutros Boutros-Ghali med hjälp av sin vetorätt i säkerhetsrådet. Annan gick in i sitt nya uppdrag med förhoppningen, att kunna förbättra FN:s relation till USA, som hade försämrats under Boutros-Ghalis tid. Han utlovade en omfattande reformation av FN. År 2001 mottog han Nobels fredspris tillsammans med FN.
Annan var generalsekreterare 2003 när USA invaderade Irak, och försökte förmå USA och Storbritannien, att inte invadera utan FN:s stöd, vilket de ändå gjorde. Han kallade 2004 USA:s ockupation av Irak för "olaglig". I sitt avskedstal på Harry Trumans presidentbibliotek i Independence, Missouri, USA den 11 december 2006 varnade Annan USA för att offra sina demokratiska ideal i kampen mot terrorismen.
Han avgick i samband med utredningarna kring korruptionsskandalerna inom FN:s Olja mot mat-programmet.
Annan efterträddes den 1 januari 2007 på posten som FN:s generalsekreterare av Ban Ki-moon från Sydkorea.
Kofi Annan promoverades till hedersdoktor till Carl von Linnés minne vid Uppsala universitets Linnépromotion den 26 maj 2007.
Den 23 februari 2012 utsåg FN och Arabförbundet Kofi Annan till sitt särskilda sändebud till Syrien, med uppgift att försöka se till att de brott mot de mänskliga rättigheterna som pågick i samband med upproret i Syrien skulle upphöra.

### Engagemang
I juni 2011 vände sig Kofi Annan tillsammans med flera andra framstående personer i samhället, däribland Nobelpristagaren i litteratur Mario Vargas Llosa och entreprenören Richard Branson, till FN då de menar att kriget mot droger är ett enda stort misslyckande. Bland annat uppmanade de FN följande:
- Att det blir ett slut på kriminaliseringen och stigmatiseringen av personer som nyttjar droger men som inte skadar andra
- Att regeringar uppmuntras att testa legalisering av droger, i första hand marijuana.
- Att kampanjer som riktar sig till unga med budskapen "säg nej till droger" eller "nolltolerans mot droger" slopas, i stället bör andra utbildningsmetoder användas.[8][9]

### Familjeliv
Kofi Annan var 1965–1983 gift med nigerianskan Titi Alakija som han fick dottern Ama och sonen Kojo tillsammans med. Han gifte om sig 1984 med svenskan Nane Lagergren, dotter till Gunnar Lagergren och Nina, född von Dardel, samt halvsyster till Raoul Wallenberg. Tillsammans med sin andra hustru var Kofi Annan mycket aktiv i New Yorks sällskapsliv. Genom sitt sociala liv blev Kofi Annan mycket välkänd i New York och fick även äran att i oktober 1999 under en basebollmatch i World Series, då Atlanta Braves mötte New York Yankees, kasta den första bollen (first pitch).
Annan dog 2018 i Bern i Schweiz efter en kort tids sjukdom; han blev 80 år gammal.

## Priser och utmärkelser
- Hedersdoktor vid Sorbonne-universitetet i Paris,  6 november 1998[15]
- Hedersdoktor vid Howard University,  1999
- Hedersdoktor vid Technische Universität Dresden,  26 april 1999
- Æresdoktor ved Comenius Universitet i Bratislava,  15 juli 1999[16]
- Kora Awards,  2000
- Fulbright Prize,  2001
- Philadelphia Liberty-medaljen,  2001
- Nobels fredspris, med  Förenta nationerna,  2001[17][18]
- Hedersdoktor vid Brown University,  28 maj 2001[19]
- Hedersdoktor vid Freie Universität Berlin,  13 juli 2001
- Hedersdoktor vid Alcalás universitet,  2002[20]
- Profile in Courage Award,  2002[21]
- Torstein Dales minnepris, med  Nane Annan,  2002
- Hedersdoktor vid Zhejiangs universitet,  2002[22]
- Hedersdoktor vid Universitetet i Genève,  7 juni 2002
- Indira Gandhi-priset,  2003
- Sacharovpriset för tankefrihet,  2003
- Hedersdoktor vid Harvard University,  2004[23]
- Hedersdoktor vid universitetet i Gent,  2004
- Hedersdoktor vid Carleton University,  2004
- Fyra friheters-priset – Frihetsmedaljen,  2004
- Stort hederstecken i guld med band av Österrikiska republikens förtjänstorden,  2006[24]
- Olof Palmepriset,  2006
- Stora ordensbandet av Uppgående solens orden,  2007
- Nord-Syd-priset,  2007
- Bruno Kreisky-priset,  2007
- Freedom Award,  2008[25]
- Hedersdoktor vid Université de Neuchâtel,  2008[26]
- Dag-Hammarskjöld-Ehrenmedaille,  2009
- Storkorset av Isabella den katolskas orden,  2010[27]
- Konfucius fredspris, med  Yuan Longping,  2012
- Fellow of the Ghana Academy of Arts and Sciences,  2013
- Storofficer av Hederslegionen,  2 maj 2013
- FIFA Order of Merit
- Annenberg Award for Excellence in Diplomacy
- Ghanas stjärnas orden
- Hedersdoktor vid nya universitetet i Lissabon
- Sankt Mikaels och Sankt Georgsorden
- Portugals frihetsorden
- Monoorden
- San Martín Befriarens orden
- Rumänska Stjärnans orden
- Österrikiska republikens förtjänstorden
- Godahoppsuddens orden
- Förbundsrepubliken Tysklands förtjänstorden
- Hedersdoktor vid University of Notre Dame
- Isabella den katolskas orden
- Republiken Polens förtjänstorden
- Storkedja av Portugals frihetsorden[28]
- Storkedja av Godahoppsuddens orden
- Hedersdoktor vid Universitetet i Ottawa
- Hedersdoktor vid Uppsala universitet
- Hedersdoktor vid Princeton University
- Liberias pionjärorden
- Förbundsrepubliken Tysklands förtjänstorden - storkors
- Ordenskedja av Rumänska Stjärnans orden
- Gottlieb Duttweiler-priset
- Medalj till minne av Moskvas 850-årsdag
- Hedersdoktor vid Moskvas statliga institut för internationella relationer[29]
- Kenyas gyllene hjärtas orden
- Kazakstans Vänskapsorden, första graden
- O. R. Tambos följeslagares orden
- Fellow of the American Academy of Arts and Sciences
- Första graden av Manasorden
- Storkorset för Peruanska Solorden
- Storkors av Republiken Polens förtjänstorden
- Riddare med storkors av Sankt Mikaels och Sankt Georgsorden
- Första klass av Jaroslav den vises orden
- Storkorset av Nederländska Lejonorden

[Redigera Wikidata]

### Nobels fredspris
Kofi Annan hade diskuterats som en möjlig kandidat av Nobels fredspris både åren 1999 och 2000 men mottog slutligen priset den 12 oktober 2001. Annan delade priset med Förenta nationerna. När han anlänt till Oslo för att motta priset kommenterade Annan, innan prisutdelningen, bland annat Bush-administrationens planer att invadera Irak i mycket negativa ordalag och påpekade att något sådant inte godkänts av Säkerhetsrådet.